# Liste von Münzfunden
Zu den nennenswerten Münzfunden mit einem eigenen Artikel in Wikipedia zählen

## Deutschland

### Baden-Württemberg
- Schatzfund von Ellwangen (2017)
- Münzhort von Osterburken (1992)
- Goldmünzschatz aus Riegel, Kaiserstuhl (2001)

### Bayern
- Silberschatz von Augsburg (2021)[1]
- Silberschatz von Hohenwart (2003)
- Münzfund von Kirchmatting (1939)
- Römischer Münzschatz von Kumpfmühl (1989)
- Kelten-Goldschatz von Manching (1999)
- Münzfund von Sontheim (um 1990)
- Schatzfund von Straubing (1950)

### Brandenburg
- Münzschatz von Altlandsberg (2016)
- Goldmünzen von Biesenbrow (2011)
- Eberswalder Goldschatz (1913)
- Münzschatz von Lausitz (197?)
- Münzschatz von Lebus (2015)

### Bremen
- Bremer Silbermünzenfund (1887)

### Hessen
- Münzschatz von Lohra, Mittelhessen (2002)
- Münzschatz (Ober-Florstadt), Wetterau (1984)

### Mecklenburg-Vorpommern
- Anklamer Münzschatz, Anklam (1995)
- Münzfund von Karrin, Pommern (1937)
- Hortfund von Schaprode, Rügen (2018)

### Niedersachsen
- Asendorfer Münzfund, Landkreis Diepholz (1955)
- Münzschatz von Asendorf, Landkreis Harburg (1962)
- Schatzfund von Bokel, (auch Bockel), Bevern bei Bremervörde (1929)
- Goldhort von Gessel, Syke (2011)
- Münzschatz von Lucklum, Lucklum (1859)
- Münzschatz von Luhdorf, Winsen, Landkreis Harburg (1986)
- Münzfund von Northeim-Höckelheim (1991)
- Goldschatz von Oedeme, Lüneburg (2014)
- Münzfund von Emsbüren, (2021)

### Rheinland-Pfalz
- Trierer Goldmünzenschatz (1993)
- Münzschatz von Hochstadt (1975)

### Sachsen
- Münzschatz (Löbsal), Landkreis Meißen (2007)
- Münzschatz (Sächsische Schweiz), Landkreis Sächsische Schweiz – Osterzgebirge (2016)

### Schleswig-Holstein
- Lübecker Münzschatz (1984)

### Thüringen
- Jüdischer Schatz von Erfurt (1998)

## Außerhalb von Deutschland

### Europa
- Goldmünzenschatz von Aldrans, Österreich (1991)
- Hort von Balsthal, Schweiz, Kanton Solothurn (1839/40)
- Barbarossa-Fund, mutmaßlich Türkei (ca. 1982)
- Hort vom Bredon Hill, England 2011
- Münzschatz von Chyňava, Tschechoslowakei (1968)
- Hort von Frome, England (2010)
- Schatzfund von Fuchsenhof, Österreich (1997)
- Hortfund von Füllinsdorf, Schweiz, Kanton Basel-Landschaft (2012)
- Münzfund von Græsli, Norwegen (1878)
- Schatzfund von Gjerrild, Dänemark (1986)
- Hortfund von Grouville, Kanalinsel Jersey (2012)
- Hortfund von Hallaton, England (2000)
- Depotfund von Harrogate, England (2007)
- Depotfund von Hoxne, England (1992)
- Münzschatz von Ibsker, Dänemark, Bornholm (2012)
- Silberschatz von Kaiseraugst, Schweiz, Kanton Basel-Landschaft (1961/62)
- Münzfund von Laniscat, Frankreich, Bretagne (2007)
- Schatz von Lava, Frankreich, Unterwasserfund vor Korsika (um 1958)
- Münzfund von Linnaniemi, Finnland (1894)
- Münzschatz von Podmokl, Böhmen (1771)
- Opferplatz Rautasjaure, Schweden
- Münzfund von Sandur, Färöer, Insel Sandoy (1863)
- Hortfund von Sundveda, Schweden (2008)
- Münzschatz von Tamdrup, Dänemark (2013)
- Münzfund von Tomares, Spanien (2016)

### Außerhalb von Europa
- Hort von Damanhur, Ägypten (ca. 1905)
- Münzschatz von Kabul, Afghanistan (1933)
- Zweiter Münzhort von Mir Zakah, Afghanistan (1992)
- Goldschatz von Caesarea, Israel (2015)